# Министерство юстиции Республики Беларусь
Министерство юстиции Республики Беларусь  (бел. Міністэрства юстыцыі Рэспублікі Беларусь) — республиканский орган государственного управления, подчиненный Совету Министров Республики Беларусь, а по отдельным вопросам деятельности, предусмотренным законодательными актами Республики Беларусь, — непосредственно Президенту Республики Беларусь.
В систему Минюста входят:
- главные управления юстиции облисполкомов и Минского горисполкома
- государственные организации, подчинённые Минюсту
- отделы записи актов гражданского состояния райгорисполкомов и местных администраций районов в городах
- Дома (Дворцы) гражданских обрядов горисполкомов.

## История
1922 год — впервые наиболее полно и конкретно были определены задачи и структура Наркомюста в Положении о Народном Комиссариате Юстиции ССРБ.
В течение 1922 года — изменения в структуре органов (Совет Народных Судей и Революционный Трибунал были объединены в единый Высший Суд Республики, при Наркомюсте учрежден отдел Прокуратуры).
1946 год — Народный Комиссариат Юстиции БССР был преобразован в Министерство юстиции БССР (Закон СССР «О преобразовании Совета Народных Комиссаров ССР в Совет Министров СССР и Советов Народных Комиссаров союзных и автономных республик в Советы Министров союзных и автономных республик» Указом Президиума Верховного Совета БССР от 26 марта 1946 г.)
1960 год — Министерство юстиции Белорусской ССР было упразднено (Указ Президиума Верховного Совета БССР от 20 февраля 1960 г.).
1970 год — Министерство юстиции было вновь создано (Указ Президиума Верховного Совета Белорусской ССР от 5 ноября 1970 года № 32 «Об образовании союзно-республиканского Министерства юстиции Белорусской ССР»).
1992 год — установление новой структуры центрального аппарата Минюста (Постановление Совета Министров Республики Беларусь от 25 мая 1992 г. № 308).

## Структура центрального аппарата
В структуру Минюста входят главные управления, управления, отделы, Департамент с правами юридического лица/
- Главное управление принудительного исполнения
  - Управление организационной деятельности
  - Управление контроля и собственной безопасности
  - Управление правового обеспечения
- Управление адвокатуры и лицензирования юридической деятельности
- Управление нотариата и загсов
- Главное управление нормотворческой деятельности в сфере экономики и экологии
  - Управление правового регулирования гражданских, экологических отношений, лицензирования и внешнеэкономической деятельности
  - Управление правового регулирования бюджетно-финансовых отношений и налогообложения
- Управление правового регулирования социальной деятельности государства
- Управление правового регулирования конституционного строительства и правоохранительной деятельности
- Управление международного сотрудничества
  - Международно-правовой отдел
  - Отдел исполнения международных договоров
- Управление Единого государственного регистра юридических лиц и индивидуальных предпринимателей
- Отдел информационных технологий
- Управление организационной и специальной работы
- Главное управление обязательной юридической экспертизы нормативных правовых актов
  - Управление контроля и обязательной юридической экспертизы
  - Управление обязательной юридической экспертизы и методологии её проведения
- Управление кадровой политики
- Управление по вопросам некоммерческих организаций
- Главное управление финансово-экономической работы, материально-технического обеспечения и документооборота
  - Отделение материально-технического обеспечения
  - Управление финансово-экономической работы
- Отдел делопроизводства и специальной работы
- Департамент по архивам и делопроизводству
  - Отделение финансирования и бухгалтерского учёта
  - Отдел обеспечения сохранности и государственного учёта документов
  - Отдел делопроизводства и формирования Национального архивного фонда Республики Беларусь
  - Отдел организационной работы, информации и использования документов

## Территориальные подразделения
Министерство имеет главные управления, 6 областных 1 городское :
- Главное управление юстиции Брестского областного исполнительного комитета[тарашк.]
- Главное управление юстиции Витебского областного исполнительного комитета[тарашк.]
- Главное управление юстиции Гродненского областного исполнительного комитета[тарашк.]
- Главное управление юстиции Гомельского областного исполнительного комитета[тарашк.]
- Главное управление юстиции Могилевского областного исполнительного комитета[тарашк.]
- Главное управление юстиции Минского областного исполнительного комитета[тарашк.]
- Главное управление юстиции Минского городского исполнительного комитета[тарашк.]

## Репрессии
По состоянию на 31 августа 2022 года в Республике Беларусь 602 некоммерческие организации находились в процессе принудительной ликвидации. Структурные подразделения Министерства юстиции являлись наиболее активными органами по подаче исков на ликвидацию НКО.